# デトロイト (防護巡洋艦)
| USS Detroit (C-10) |                                      |
| 艦歴               |                                      |
| 発注:              |                                      |
| 起工:              |                                      |
| 進水:              | 1891年10月28日                       |
| 就役:              | 1893年7月20日                        |
| 退役:              | 1905年8月1日                         |
| その後:            | 売却                                 |
| 除籍:              | 1910年12月22日                       |
| 性能諸元           |                                      |
| 排水量:            | 2,094トン                            |
| 全長:              | 269ft 6in                            |
| 全幅:              | 37ft                                 |
| 吃水:              | 14ft 7in                             |
| 機関:              |                                      |
| 最大速:            | 17ノット                             |
| 航続距離:          |                                      |
| 乗員:              | 士官、兵員274名                      |
| 兵装:              | 5インチ砲9門、 18インチ魚雷発射管3門 |

デトロイト (USS Detroit, C-10) は、アメリカ海軍の防護巡洋艦。モンゴメリー級防護巡洋艦の1隻。艦名はミシガン州デトロイトに因む。その名を持つ艦としては3隻目。

## 艦歴
デトロイトはメリーランド州ボルチモアのコロンビア製鉄所で建造され、1891年10月28日にF・マルスターによって進水、1893年7月20日にW・H・ブラウンソン艦長の指揮下就役する。
1893年10月5日、デトロイトはノーフォークからブラジルのリオ・デ・ジャネイロへ向けて出発した。そして、1894年4月24日にノーフォークに戻るまで、ブラジルの革命による混乱の間のアメリカの市民と権益の保護のため港で停泊していた。10月16日、デトロイトはアジアに向かった。2年間中国沿岸で活動し、日本や韓国も訪れた。デトロイトは1897年5月17日にニューヨークに戻った。オーバーホールの後デトロイトはキーウェストへ向かい、カリブ海での緊張の増大により1897年10月16日からそこを基地とした。
1899年2月にデトロイトはカリブ海に戻った。デトロイトはニカラグア、そして9月には革命運動中のベネズエラでアメリカ権益の保護にあたった。10月と11月はラ・グアイラに停泊していた。1899年12月21日にデトロイトはキーウェストの基地に戻った。1900年に行ったカリブ海への2度の短い航海を除き、デトロイトは1900年5月までキーウェストに留まっていた。それからポーツマスへ向かい、1900年5月23日にそこで退役した。
1902年9月23日にデトロイトは再就役した。11月にカリブ海へ向けて出発した。その後南米沿岸で活動し、1904年1月にアメリカの権益保護のためサントドミンゴに着いた。1905年7月にボストンに戻るまで、1900年の夏に短期間離れた以外はサントドミンゴ沖に留まっていた。
デトロイトは1905年8月1日に退役して1910年12月22日に売却された。